# Nicolas De Kerpel
Nicolas De Kerpel (Wilrijk, 23 maart 1993) is een Belgisch hockeyspeler.

## Levensloop
De Kerpel begon met hockey bij Royal Herakles HC te Lier, waar hij nog steeds speelt.  Hij komt uit in de Belgische Eredivisie bij Royal Herakles HC als aanvallende middenvelder.
Hij speelde bij de Belgische Nationale Hockeyploeg U14, U16, U18, U21 en sinds 2017 maakt hij deel uit van de Red Lions, de nationale mannenploeg. Op 17-jarige leeftijd nam hij deel aan de Olympische Spelen voor de jeugd in Singapore. Hij behaalde reeds zijn diploma in Accountancy & Fiscaliteit en een postgraduaat in Sportmanagement.